# Gremlin (comics)
Pour les articles homonymes, voir Gremlin (homonymie).
Kondrati Topolov, alias le Gremlin est un super-vilain évoluant dans l'univers Marvel de la maison d'édition Marvel Comics. Créé par le scénariste Steve Englehart et le dessinateur Herb Trimpe, le personnage de fiction apparaît pour la première fois dans le comic book The Incredible Hulk #163 en mai 1973.
Membre notamment de l'équipe des Super-soldats soviétiques, le Gremlin a aussi utilisé l'armure de l'Homme de titanium.

## Biographie du personnage

### Origines
Le Gremlin est le fils du chercheur russe Yuri Topolov, alias la Gargouille et est lui-même un mutant.
Après avoir développé l'armure de l'Homme de Titanium, il est employé par le gouvernement soviétique pour fabriquer l'équipement high-tech de ses « Super-Troopers » (précurseurs des Super-soldats soviétiques), depuis sa base Bitterfrost à Khystym en Sibérie. Féru de génétique, il conçoit aussi un programme de chien mutant, dont est issu Droog.

### Parcours
Le Gremlin affronte Hulk dans sa base près du cercle arctique. Le Titan vert le retrouve ensuite à Bittefrost où le savant retient le Major Glenn Talbot. Pendant l'assaut, le SHIELD intervient et fait sauter la base.
Plus tard, il aide Rom le Chevalier de l'espace à repousser les Spectres noirs (Dire Wraiths). Il rejoint officiellement les Super-soldats soviétiques.
Le Gremlin apparaît ensuite comme le deuxième Homme de titanium, vêtu d'une nouvelle combinaison de la puissante armure qu'il avait créée à l'origine pour Boris Bullsky. Avec les autres super-soldats soviétiques, il affronte les X-Men et les Vengeurs qui voulaient capturer Magnéto.
Plus tard, le Gremlin combat Iron Man alors qu'il porte l'armure de l'Homme de titanium lors de l'histoire Armor Wars (en). Iron Man — en dépit de son armure furtive plus faible — réussit à vaincre la Dynamo pourpre lors  du combat, mais est incapable de neutraliser le Gremlin, qui a détruit le pack de négateurs d'Iron Man. Lorsque le Gremlin se saisit d'Iron Man et que le Vengeur tente de s'échapper, ses bootjets enflamment l'armure de l'Homme de titanium. Celle-ci explose, brûlant apparemment le Gremlin et forçant Iron Man à fuir.

## Pouvoirs, capacités et équipement
Tout comme son père, le Gremlin était un mutant atteint de nanisme et d'hydrocéphalie. Son énorme cerveau lui a permis d'apprendre d'importantes masses de données et a fait de lui un expert en physique, électricité, génétique et biologie.
- Le Gremlin utilisait souvent un harnais de vol et un pistolet.
- Il était protégé par un chien mutant, Droog (« ami » en russe), une sorte d'hybride entre un chien et un tricératops. Droog savait parler (toujours en rimes). Avec ses 3 m au garrot et son poids de 2 600 kg, il pouvait tirer près de 90 tonnes.